# Puchar Australii i Nowej Zelandii w narciarstwie alpejskim 2019
Sezon 2019 Pucharu Australii i Nowej Zelandii w narciarstwie alpejskim rozpocznie się 22 sierpnia w australijskim Mount Hotham. Ostatnie zawody obecnej edycji zostały rozegrane 5 września 2019 roku w nowozelandzkiej Cardronie. Rozegranych zostało po 10 konkursów dla kobiet i 9 dla mężczyzn.

## Puchar Australii i Nowej Zelandii w narciarstwie alpejskim kobiet
Wśród kobiet pucharu Australii i Nowej Zelandii z sezonu 2018 broniła Nowozelandka Alice Robinson. Tym razem najlepsza okazała się Amerykanka Storm Klomhaus.
W poszczególnych klasyfikacjach tryumfowały: 
- slalom:  Josephine Forni
- gigant:  Storm Klomhaus
- supergigant:  Alice Robinson

## Puchar Australii i Nowej Zelandii w narciarstwie alpejskim mężczyzn
Wśród mężczyzn pucharu Australii i Nowej Zelandii z sezonu 2018 bronił Słowak Adam Žampa. Tym razem najlepszy okazał się Austriak Magnus Walch.
W poszczególnych klasyfikacjach tryumfowali:
- slalom:  Sebastian Foss Solevåg
- gigant:  Magnus Walch
- supergigant:  Armand Marchant